# Calyptranthes glandulosa
Calyptranthes glandulosa är en myrtenväxtart som beskrevs av Maria Lucia Kawasaki och Bruce K. Holst. Calyptranthes glandulosa ingår i släktet Calyptranthes och familjen myrtenväxter.
Artens utbredningsområde är Ecuador. Inga underarter finns listade i Catalogue of Life.